# Château de Montaren
Le château de Montaren est un ancien château fort du XIIIe siècle, reconstruit au XVIe siècle, qui se dresse sur la commune de Montaren-et-Saint-Médiers dans le département du Gard en région Languedoc-Roussillon.
Au titre des monuments historiques : le château fait l'objet d'un classement par arrêté du 9 janvier 1930 ; la terrasse fait l'objet d'un classement par arrêté du 23 octobre 1931.

## Situation
Le château de Montaren est situé dans le département français du Gard sur la commune de Montaren-et-Saint-Médiers.